# Do They Know It's Christmas?
Do They Know It's Christmas? (Savent-ils que c'est Noël ?)  est une chanson composée par Bob Geldof et Midge Ure en 1984 dans le but de récolter des fonds à la suite de la famine en Éthiopie. La chanson est interprétée par le collectif Band Aid. La batterie est jouée par Phil Collins.
La chanson a été la meilleure vente de single de l'année au Royaume-Uni. Elle a détenu le record des ventes au Royaume-Uni jusqu'à la nouvelle sortie de Candle in the Wind d'Elton John en 1997 à la suite de la mort de Lady Di.

## Production

### Chanteurs
| - Robert "Kool" Bell (Kool & the Gang) - Bono (U2) - Pete Briquette (The Boomtown Rats) - Adam Clayton (U2) - Phil Collins (Genesis and solo artist) - Chris Cross (Ultravox) - Simon Crowe (The Boomtown Rats) - Sara Dallin (Bananarama) - Siobhan Fahey (Bananarama) - Johnny Fingers (The Boomtown Rats) - Bob Geldof (The Boomtown Rats) - Boy George (Culture Club) - Glenn Gregory (Heaven 17) - Tony Hadley (Spandau Ballet) - John Keeble (Spandau Ballet) - Gary Kemp (Spandau Ballet) - Martin Kemp (Spandau Ballet) - Simon Le Bon (Duran Duran) - Marilyn (en) - George Michael (Wham!) - Jon Moss (Culture Club) - Steve Norman (Spandau Ballet) - Rick Parfitt (Status Quo) | - Nick Rhodes (Duran Duran) - Francis Rossi (Status Quo) - Sting (The Police) - Andy Taylor (Duran Duran) - James 'JT' Taylor (Kool & the Gang) - John Taylor (bassiste) (Duran Duran) - Roger Taylor (Duran Duran) - Dennis Thomas (Kool & the Gang) - Midge Ure (Ultravox) - Martyn Ware (Heaven 17) - Jody Watley - Paul Weller (The Style Council) - Keren Woodward (Bananarama) - Paul Young |

### Personnes apparaissants sur la Face B
- Stuart Adamson, Mark Brzezicki, Tony Butler, Bruce Watson (Big Country)
- David Bowie
- Holly Johnson (Frankie Goes to Hollywood)
- Paul McCartney
- Annie Lennox (non créditée)

### Musiciens
- Midge Ure – claviers et programmation
- John Taylor – basse
- Phil Collins – batterie